# Šljivovica (Čajetina)
Pour les articles homonymes, voir Šljivovica.
Šljivovica (en serbe cyrillique : Шљивовица) est un village de Serbie situé dans la municipalité de Čajetina, district de Zlatibor. Au recensement de 2011, il comptait 474 habitants.

## Démographie

### Évolution historique de la population
| 1948 | 1953 | 1961 | 1971 | 1981 | 1991 | 2002 | 2011 |
| ---- | ---- | ---- | ---- | ---- | ---- | ---- | ---- |
| 851  | 925  | 892  | 708  | 537  | 645  | 573  | 474  |

|  |